# Израда дрвених чутура у селу Пилица
Израда дрвених чутура у селу Пилица је вештина којом се у селу Пилица код Бајине Баште израђују дрвене чутуре на ручно прављеном стругу, уз коришћење ручног алата. Ова вештина обухвата знања која се односе на прављење чутура из једног комада дрвета од кога се тесањем формира основни облик и величина суда, након чега следи обликовање. Вештина прављења дрвених чутура, као део традиционалних заната, генерацијама је преношена међу члановима породице Радовановић из села Пилица. Чак седам генерација, од 1810. године, у породици Радовановић бави се овим занатом до данас. Вештина израде дрвених чутура у селу Пилица уврштена је у Национални регистар нематеријалног културног наслеђа Србије.

## Историја
Када је породица Радовановић, 1810. године, почела да се бави чанчарским занатом, у Пилицу је било 36 кућа, а овом производњом бавило се чак 20 домаћинстава. Поред чутура израђивали су се дрвени чанци, у којима су се чували сир и кајмак, карлице за млеко, чиније, ћасе и кашике. Управо по дрвеним чанцима овај занат се и зове чанчарски, а занатлија чанчар.
Некада су се, дрвене посуде традиционално правиле користећи за то такозвану стружницу на ножни погон, а као материјал врбино дрво. На тај начин могло се направити свега пет до шест чутура дневно. Данас се вај начин праве чутуре само на промоцијама на сајмовима, изложбама и сличним манифестацијама. Данас се чутуре све чешће израђују машински, а као материјал се чешће користи јаворово дрво јер је погодније и трајније од врбиног. Традиционални изглед и облик су при томе задржани. На овај начин у радионице породице Радовановић годишње се направи око 5.000 чутура.

## Начин израде
Израда чутура спада у чанчарски занат, заснован на вештинама којима се израђују не само ове посуде за чување пића, већ и други употребни предмети, какви су дрвени чанци, ћасе, чиније, кашике и друго.
Традиционални начин израде чутура изводи се кроз неколико фаза:
- грубо тесање секиром, да би се формира основни облик и величина суда,
- обликовање бочних страна, „грла” и „ножица” техником стругања,[3]
- обрада унутрашњости чутуре техником дубљења.
- затварање чутуре на делу где је вршено дубљење,
- украшавање чутуре,
- монтажа каишева за ношење,
- облагање унутрашњости чутуре отопљеним воском.[2]

Чутуре у селу Пилица праве се само од природних материјала, језгра зрелог буковог, јаворовог и врбовог дрвета, без употребе метала и лепка.
Праве се од једног комада дрвета, од кога се тесањем секиром прво формира основни облик и запремина суда, након чега следи обликовање бочних страна, „грла” и „ножица” техником стругања. Потом се техником дубљења обрађује унутрашњост чутуре, и прави отвор на грлићу чутуре. Ови отвори се потом затврају сталним чепом са стране и покретним чепом одозго. Следи финална обрада чутуре, глачање и украшавање разним мотивима.

## Намена
У Србији чутуре је саставни део многих народних обичаја, а пре свега оних везаних за свадбене обреде, када уз, посебно украшену чутуру - буклију, породица позива госте на свадбено весеље.

## Изглед чутура
Дрвене чутуре у селу Пилица израђују се у различитим величинама, запремине од 250 милилитара до три литра. Украшавају се разним дуборезима, натписима, ликовима светаца, пејзажима и другим сликама.
- Чутура из фонда Етнографског музеја у Београду
- Чанчарски производи - карлице за млеко и чанак за кајмак (Етнографски музеј у Београду
- Чутура из фонда Eтнографског музеја у Београду
- Чутура са изрезбареним мотивом животиња
- Чутура са изрезбареним грбом Србије
- Чутура са изрезбареним ликом Богородице